# Gare d'Orange
La gare d'Orange est une gare ferroviaire française des lignes de Paris-Lyon à Marseille-Saint-Charles et d'Orange à l'Isle - Fontaine-de-Vaucluse, située sur le territoire de la commune d'Orange, dans le département de Vaucluse, en région Provence-Alpes-Côte d'Azur.
Elle est mise en service en 1854 par la Compagnie du chemin de fer de Lyon à la Méditerranée. C'est une gare de la Société nationale des chemins de fer français (SNCF) desservie par le TGV et par des trains régionaux du réseau TER Provence-Alpes-Côte d'Azur. C'est également une gare du service Fret SNCF.

## Situation ferroviaire
Établie à 46 mètres d'altitude, la gare d'Orange est située au point kilométrique (PK) 713,253 de la ligne de Paris-Lyon à Marseille-Saint-Charles, entre les gares ouvertes de Bollène-La Croisière (s'intercalent les gares fermées de Piolenc, Mornas et Mondragon) et de Courthézon. C'était une gare de bifurcation, origine de la ligne d'Orange à l'Isle - Fontaine-de-Vaucluse (partiellement déclassée).

## Histoire
Après avoir alimenté les discussions, la construction de la section de Lyon à Avignon de la future ligne de Paris-Lyon à Marseille-Saint-Charles prend forme avec la présentation, en 1853, par la Compagnie du chemin de fer de Lyon à la Méditerranée (LM), de la liste des stations prévues sur le département de Vaucluse. Déjà présente sur la liste des sites retenus en novembre 1852, il est confirmé qu'une station de 1re classe sera implantée à Orange.
Cette même année, un chantier provisoire est ouvert à Orange et, en 1853, un journal local indique que la pose des rails s'active entre Le Pontet et Orange. Une locomotive de travaux pourra bientôt relier Avignon et Orange où l'on en est déjà au coulage des fondations de la station.
Le 29 juin 1854, la compagnie PLM est officiellement autorisée à exploiter la section d'Avignon à Valence ; le véritable début de l'exploitation commerciale se fera quelques jours plus tard, du fait du mauvais temps. Pour l'inauguration, un banquet a lieu, en présence du sous-préfet, dans la gare d'Orange.

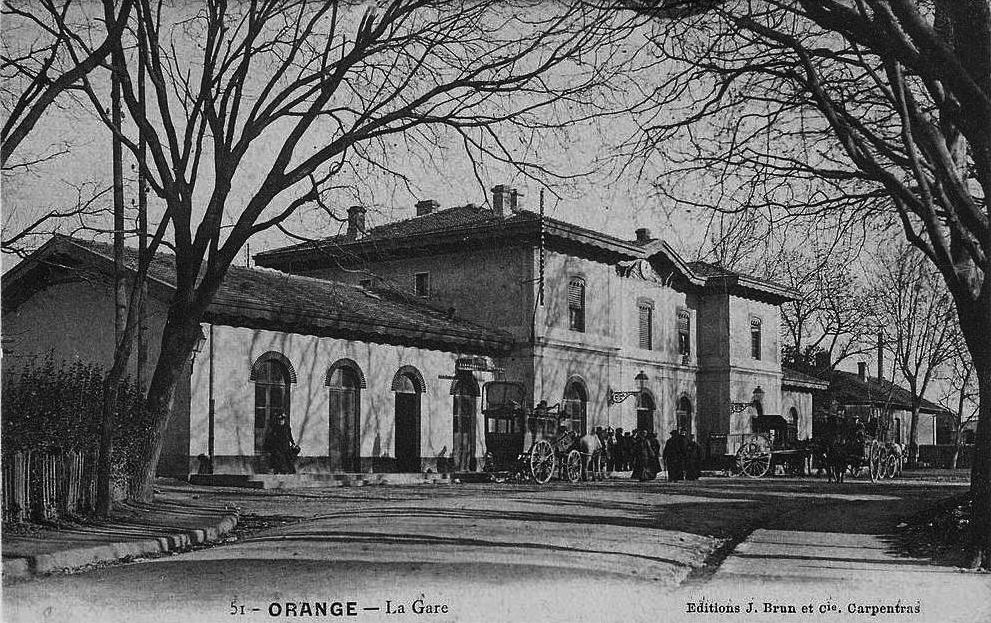
Gare d'Orange vers 1900.

À Orange, en 1855 lors du début de l'exploitation, le transport de l'armée provoque un surplus de trafic tel que le préfet prend dans l'urgence des mesures permettant l'agrandissement des emprises en amont de la gare pour installer des voies de garages. Les expropriations sont la source de plaintes des propriétaires.
En 1857, est créée la Compagnie des chemins de fer de Paris à Lyon et à la Méditerranée (PLM) par la fusion des nombreuses compagnies du Sud-Est. C'est elle qui va terminer la procédure d'établissement de la ligne en effectuant le bornage définitif dont un plan est déposé dans chaque commune.
En 1876 et 1878, des travaux permettent la construction d'une tour à eau avec un « bâtiment pour prise d'eau avec machine alimentaire de 50 mètres ». Il est également installé un pont tournant de 14 m dans la demi-rotonde du dépôt.
La « gare d'Orange » figure dans la nomenclature 1911 des gares, stations et haltes, de la Compagnie des chemins de fer de Paris à Lyon et à la Méditerranée (PLM). Elle porte le no 10 de la ligne de Paris à Marseille et à Vintimille et le no 16 de la ligne d'Orange à L'Isle-sur-Sorgue. Elle peut expédier et recevoir des dépêches privées et elle dispose des services complets, de la grande vitesse (GV) et de la petite vitesse (PV).
Dans les années 1960, intervient la construction d'une nouvelle gare en remplacement de celle de 1854.

## Fréquentation
De 2015 à 2023, selon les estimations de la SNCF, la fréquentation annuelle de la gare s'élève aux nombres indiqués dans le tableau ci-dessous.
| Année                      | 2015    | 2016    | 2017    | 2018    | 2019    | 2020    | 2021    | 2022    | 2023    |
| -------------------------- | ------- | ------- | ------- | ------- | ------- | ------- | ------- | ------- | ------- |
| Voyageurs                  | 416 136 | 413 419 | 462 681 | 378 570 | 390 348 | 218 227 | 330 499 | 389 111 | 420 120 |
| Voyageurs et non voyageurs | 520 170 | 516 774 | 578 352 | 473 212 | 487 935 | 272 784 | 413 124 | 486 389 | 525 151 |

## Service des voyageurs

### Accueil
Gare SNCF, elle dispose d'un bâtiment voyageurs, avec guichet, ouvert tous les jours. Elle est équipée d'automates pour l'achat de titres de transport TER.

### Desserte
Orange est une gare grandes lignes, desservie par le TGV, et une gare régionale du réseau TER Provence-Alpes-Côte d'Azur desservie par des trains qui effectuent des missions entre les gares de Marseille-Saint-Charles, ou Avignon-Centre, et Valence-Ville, ou Lyon-Perrache, ou Lyon-Part-Dieu.

### Intermodalité
Un parking pour les véhicules y est aménagé. Elle est desservie par des bus.

## Service des marchandises
La gare d'Orange est ouverte au service du fret par trains massifs et par wagon isolé (uniquement pour l'armée).

## Galerie de photographies

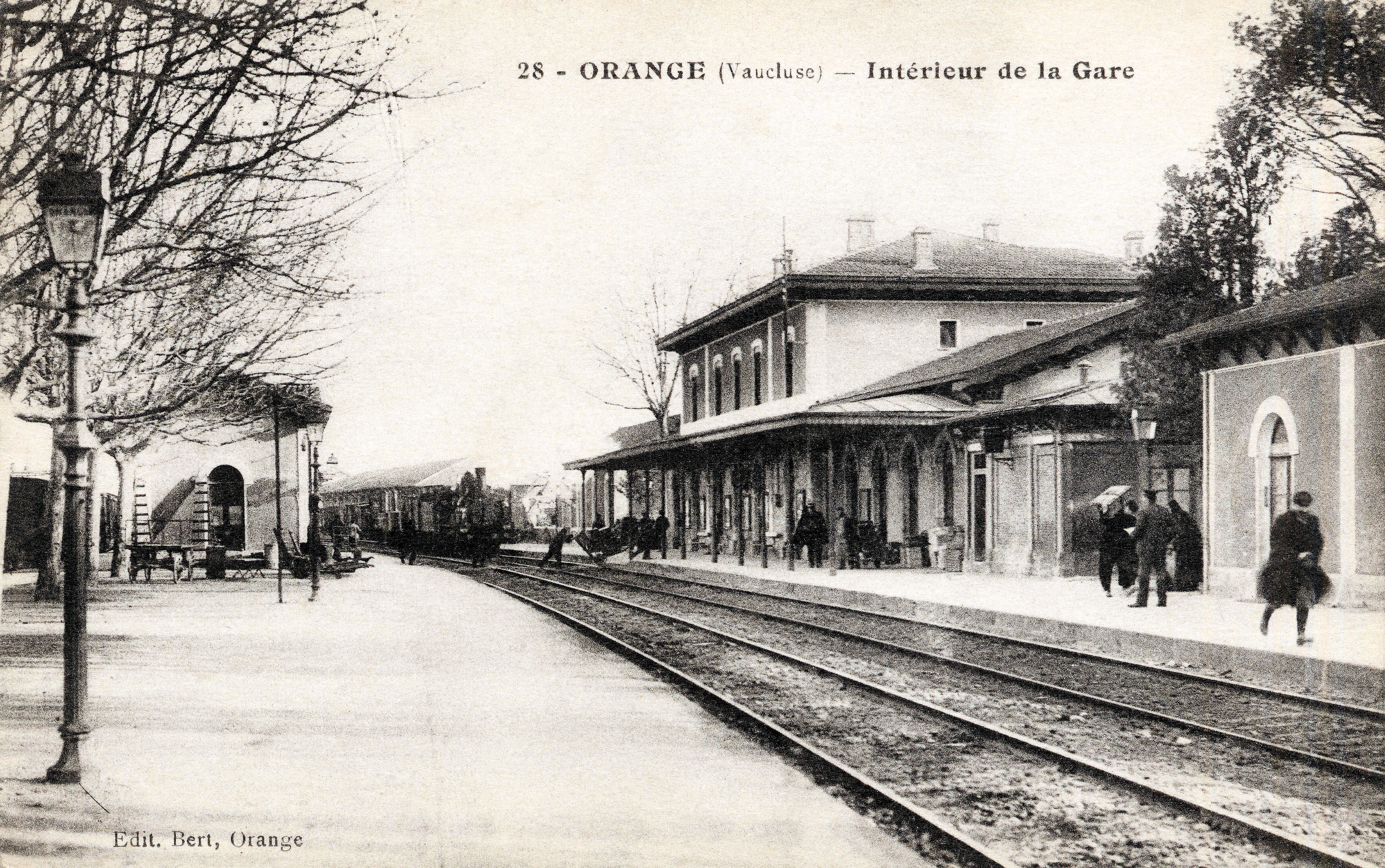
Ancien bâtiment, côté voies.
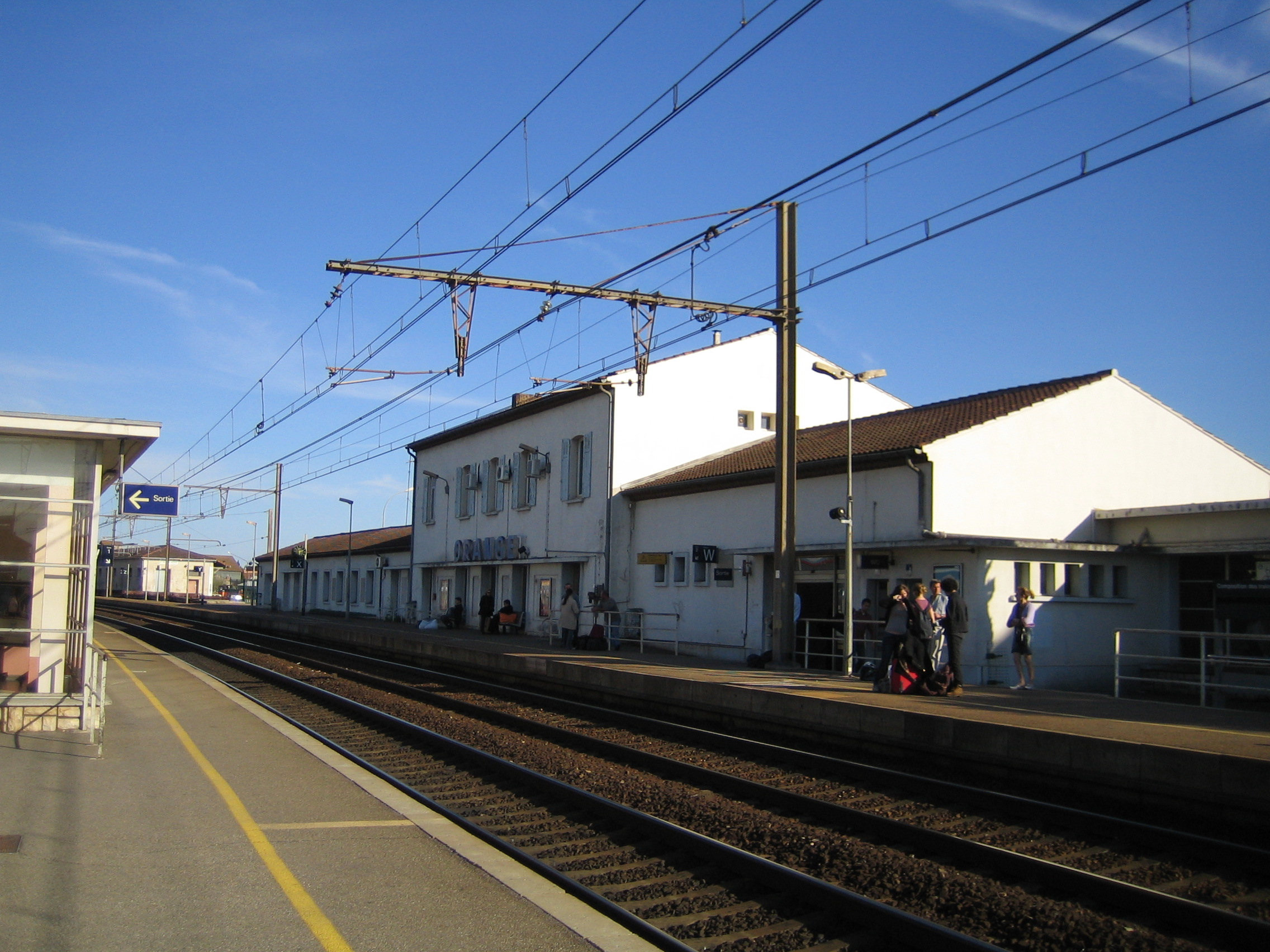
Bâtiment actuel, côté voies.
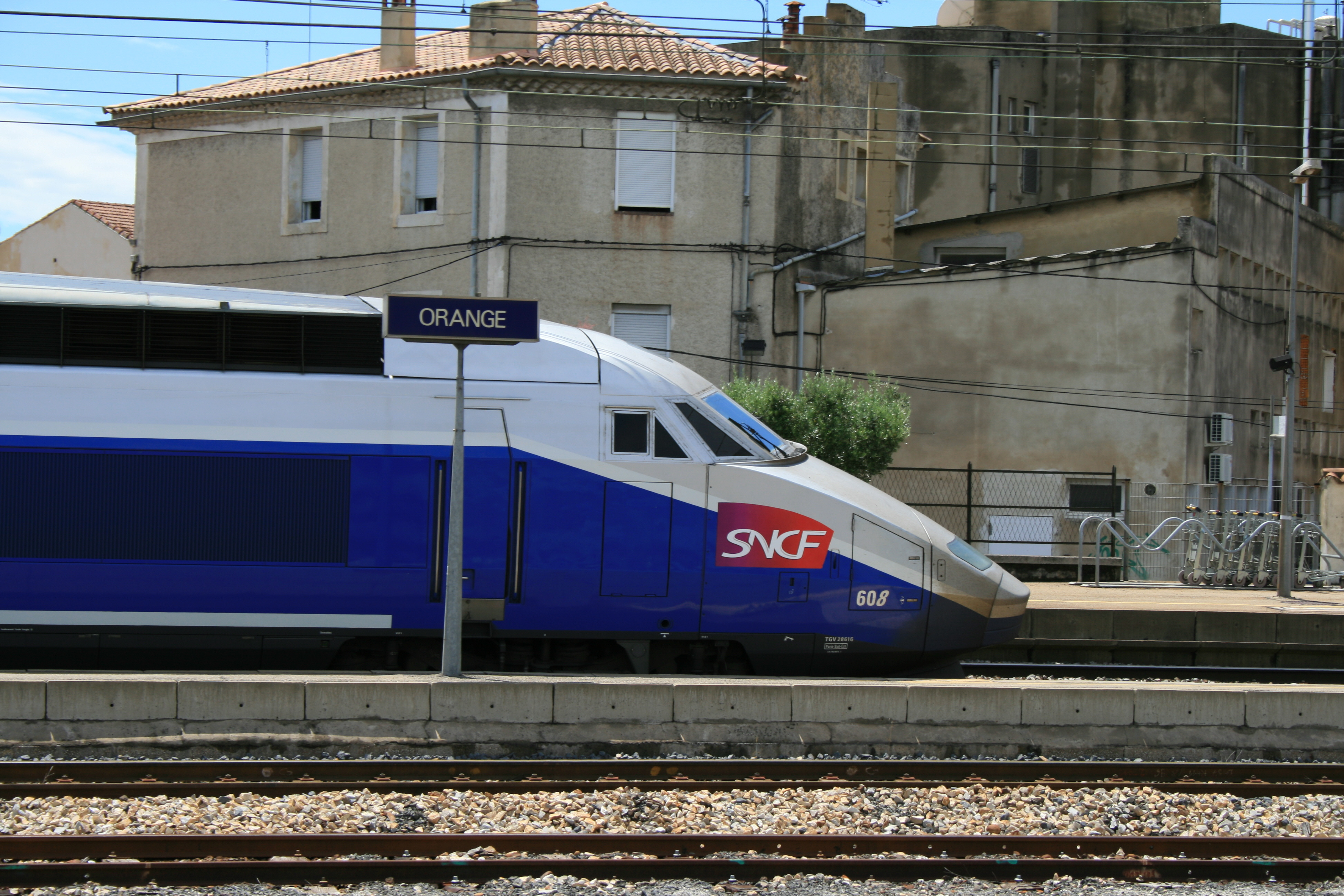
TGV en gare.